# 11352 Koldewey
11352 Koldewey este un asteroid din centura principală de asteroizi.

## Descriere
11352 Koldewey este un asteroid din centura principală de asteroizi. A fost descoperit pe 28 noiembrie 1997 la Caussols, în cadrul proiectului ODAS. Asteroidul prezintă o orbită caracterizată de o semiaxă mare de 3,18 ua, o excentricitate de 0,17 și o înclinație de 2,3° în raport cu ecliptica.